# 30. pehotna divizija (Avstro-Ogrska)
30. pehotna divizija (izvirno nemško 30. Infanterie-Division oz. nemško 30. Infanterietruppendivision) je bila pehotna divizija avstro-ogrske kopenske vojske, ki je bila aktivna med prvo svetovno vojno.

## Organizacija
Maj 1941
- 59. pehotna brigada
- 60. pehotna brigada
- 31. poljskotopniški polk
- 33. poljskotopniški polk
- 11. težkohavbični divizion

## Poveljstvo
Poveljniki (Kommandanten)
- Julius Kaiser: avgust 1914 - september 1915
- Moritz Jesser: september 1915 - avgust 1918
- Julius Phleps: avgust - november 1918